# Uvaria johannis
Uvaria johannis este o specie de plante angiosperme din genul Uvaria, familia Annonaceae, descrisă de Arthur Wallis Exell. Conform Catalogue of Life specia Uvaria johannis nu are subspecii cunoscute.